# Ярмино
Я́рмино (рос. Ярмино, башк. Йәрмиә) — село у складі Дюртюлинського району Башкортостану, Росія. Входить до складу Маядиківської сільської ради.
Населення — 426 осіб (2010; 397 у 2002).
Національний склад:
- марійці — 67 %

В радянські часи існувало два населених пункти — Марі-Ярмино та Тат-Ярмино.